# Donald Kinsey
Donald Kinsey (Gary, 12 de maio de 1953 – Merrillville, 6 de fevereiro de 2024) foi um americano guitarrista e cantor.

## Morte
Kinsey morreu no dia 6 de fevereiro de 2024, aos 70 anos.

## Discografia

### The Kinsey Report
- 1987 Edge Of The City, Alligator Records
- 1989 Midnight Drive, Alligator Records
- 1991 Powerhouse, Point Blank Records
- 1993 Crossing Bridges, Point Blank Records
- 1998 Smoke And Steel, Alligator Records

### Albert King
- 1973 Blues At Sunrise, Stax Records
- 1973 Blues At Sunset, Stax Records
- 1974 I Wanna Get Funky, Stax Records
- 1974 Montreux Festival, Stax Records

### Peter Tosh
- 1976 Legalize It, CBS Records
- 1976 Live & Dangerous: Boston 1976, Legacy Recordings
- 1978 Bush Doctor, Rolling Stones Records
- 1983 Mama Africa, Capitol Records
- 1984 Captured Live, Capitol Records
- 1997 Honorary Citizen (box set), Legacy Recordings

### Bob Marley
- 1976 Rastaman Vibration, Tuff Gong/Island Records
- 1976 Live At The Roxy, Tuff Gong/Island Records
- 1992 Songs Of Freedom (box set), Tuff Gong/Island Records

### Big Daddy Kinsey
- 1985 Bad Situation
- 1990 Can't Let Go
- 1993 I Am The Blues
- 1995 Ramblin' Man

### Roy Buchanan
- 1987 Dancing On The Edge, Alligator Records
- 1987 Hot Wires, Alligator Records

1. ↑  Team, CBS Chicago (7 de fevereiro de 2024). «Blues legend, Gary, Indiana native Donald Kinsey died - CBS Chicago». CBS News (em inglês). Consultado em 8 de fevereiro de 2024